# Ристо Дамяновски
Ристо Йорданов Дамяновски (на македонска литературна норма: Ристо Jорданов Дамjановски) е политически офицер от Югославия и Северна Македония, генерал-майор.

## Биография
Роден е на 25 май 1937 година в демирхисарското село Доленци. Завършва основно образование в родното си село, а през 1955 година средно земеделско училище в Битоля. Между 1955 и 1956 е учител в ОУ „Гоце Делчев“. В периода 1957 – 1960 година учи в Интендантската военна академия в Белград. През 1970 година завършва Политическа школа на Югославската народна армия в Сараево, а след това през 1972 и Висша военнополитическа академия в Белград. От 1954 до 1956 е председател на Общинския комитет на НММ. През 1955 става член на ЮКП и работи в различни периоди като секретар на комитета на ЮКП в полк, дивизия и окръжие. По-късно е секретар на комитета на МКП в казармата „Стив Наумов“ към Битолския гарнизон. Делегат е на Петия конгрес на ЦК на КП на Босна и Херцеговина и на Седмия конгрес на МКП. Между 1960 и 1963 г. е командир на взвод, а след това до 1965 г. командир на рота. От 1965 до 1966 г. е офицер на интендантска служба във военна област. В периода 1966 – 1972 г. е последователно началник на интендантската служба на полк, бригада и управител на складова група за материални резерви на Върховното командване. От 1974 е преподавател в Скопския университет, а от 1979 и в Юридическия факултет в Битоля, където преподава Основни на общонародната отбрана на СФРЮ. Между 1975 и 1978 г. е помощник-командир по морално-политическо възпитание на полк. От 1978 до 1979 г. е секретар на комитет на Съюза на комунистите на Югославия в армията. В периода 1979 – 1983 г. е помощник-командир на дивизия по политическите и правните въпроси. Между 1983 и 1988 г. е помощник-командир на териториалната отбрана на Социалистистическа република Македония по кадровите и политическо-правните въпроси. През 1988 става помощник-началник на трета армейска област. През същата година защитава докторат на тема „Военните аспекти на Македонското националноосвободително движение (1893 – 1903)“. От 1989 г. е в Изпълнителния съвет на СРМ. На следващата година е избран за секретар по отбраната на СРМ.
Между 1991 и 1992 година е пръв министър на отбраната на Република Македония. От 1992 до 1994 г. е началник на институцията за обучение на военни офицери. Бил е член на Централния комитет на Съюза на комунистите на Македония и член на Събранието на СРМ. Излиза в запаса през 1994 г. Между 2004 и 2005 г. е председател на Събранието и Изпълнителния комитет на запасните военни офицери на Република Македония.
Умира на 30 март 2021 година в Скопие.

## Награди
- Медал за военни заслуги 1959 година;
- Орден за военни заслуги със сребърни мечове;
- Орден на Народната армия със сребърна звезда;
- Орден за военни заслуги със златни мечове;
- Орден на Народната армия със златен венец;
- Орден за военни заслуги с голяма звезда 1989 година.
- Орден на братството и единството със златен венец
- медал за 20 години ЮНА,
- медал за 30 години ЮНА,
- медал за 30 години от победата над фашизма,
- медал за 40 години ЮНА
- медал за 50 години ЮНА
- медал за воени заслуги
- орден на югословското знаме със златен венец,
- орден на югословската голяма звезда
- орден на труда със златен венец
- орден на труда със сребърен венец.